# Casa Montgomery-Janes-Whittaker
La Casa Montgomery–Janes–Whittaker, más conocida como Buena Vista, es una histórica casa de plantación de estilo federal en el Condado de Autauga, Alabama cerca de Prattville. Fue incluido en el Registro Nacional de Lugares Históricos el 25 de octubre de 1974. La casa es actualmente propiedad de la Asociación de Patrimonio del Condado de Autauga y funciona como una casa museo de relevancia histórica.

## Historia
La construcción de la casa se inició en 1822 por uno de los primeros propietarios, John W. Freeman o Josiah Huie. Fue completado por el siguiente propietario, William Montgomery, en 1844. Mary Emma Scott Stewart compró la propiedad en 1910 a la familia Montgomery. Luego, Jacob Janes fue dueño de la casa durante dos años antes de ser vendida a la familia Fred Whittaker en 1937. La familia Whittaker restauró y agregó comodidades modernas a la casa. La propiedad fue hasta 1978, cuando la casa fue heredada por M.W. Petrey, Jr. Fue vendida nuevamente en 1982 a la Union Camp Corporation, una compañía de papel y celulosa que permitió a la Asociación de Patrimonio del Condado de Autauga preservar y mantener la casa. Tras la adquisición de Union Camp por International Paper, el nuevo propietario donó la casa a la asociación en 2007.

## Arquitectura
Los detalles exteriores originales de la casa con armazón de 2 + 1⁄2 pisos incluyen montantes de abanico delicadamente construidos sobre las puertas delanteras y en los hastiales laterales. El interior presenta una elaborada escayola y una escalera de caracol hecha de caoba que asciende desde la planta baja hasta el ático del tercer piso. Un pórtico jónico monumental fue agregado a la fachada frontal de la casa durante el período neocolonial británico por la familia Stewart. La familia Whittaker cambió el piso del pórtico frontal de madera a ladrillo y agregó hierro fundido al balcón del segundo piso existente durante sus esfuerzos de restauración.